# Sedimento pelágico
El sedimento pelágico o pelagita es un sedimento de grano fino que se acumula como resultado del asentamiento de partículas en el suelo del océano, lejos de los continentes e islas. Estas partículas consisten principalmente en depósitos microscópicos calcáreos o silíceos de fitoplancton o zooplancton, en sedimento silicicoclástico de tamaño de la arcilla o en alguna mezcla de estos. También se encuentran en los sedimentos pelágicos trazas de polvo meteórico y cantidades variables de cenizas volcánicas. 

## Tipos de sedimentos pelágicos
Según la composición de la exudación, existen tres tipos principales de sedimentos pelágicos: exudados silíceos, exudados calcáreos y arcillas rojas.La composición de los sedimentos pelágicos está determinada por tres factores principales: la distancia de las principales masas de tierra, que afecta a su dilución por los sedimentos terrestres; la profundidad del agua, por la preservación de las partículas biogénicas silíceas y calcáreas a medida que se asientan en el fondo del océano; y la fertilidad del océano, que afecta a la cantidad de partículas biogénicas producidas en las aguas superficiales.
En el caso de los sedimentos marinos, el exudado no se refiere a la consistencia de un sedimento, sino a su composición, que refleja directamente su origen. El exudado es un sedimento pelágico que consiste en al menos un 30% de restos microscópicos de desechos planctónicos calcáreos o silíceos. El resto suele estar formado casi en su totalidad por minerales de arcilla. Como resultado, el tamaño del grano de los exudados es a menudo bimodal, con una fracción bien definida de limo biogénico del tamaño de la arena y una fracción de arcilla siliciclástica. 
Los exudados pueden definirse y clasificarse según el organismo predominante que los compone. Por ejemplo, hay exudados de diatomeas, cocolitos, foraminíferos, globigerina, ctenóforos y radiolarios. Los exudados también se clasifican y nombran según su mineralogía, es decir, exudados calcáreos o silíceos. Cualquiera que sea su composición, todos los exudados se acumulan muy lentamente, a no más de unos pocos centímetros por milenio.
La clasificación de los sedimentos según su origen distingue estos cuatro tipos:
| Tipo de sedimento        | Fuente                                                                  | Ejemplos                                    |
| ------------------------ | ----------------------------------------------------------------------- | ------------------------------------------- |
| Biogénico                | Orgánico, acumulación de partes duras de organismos marinos             | Lodos silíceos Lodos calcáreos              |
| Terrígeno                | Erosión de la tierra, erupciones volcánicas, polvo soplado              | Arcillas Barros estuarinos Arenas de cuarzo |
| Hidrogenado (autigénico) | Precipitación de minerales disueltos en el agua, a menudo por bacterias | Depósitos de fosforita Nódulos de manganeso |
| Cosmogeno                | Polvo del espacio, restos de meteoritos                                 | Esferas de tectita Nódulos vítreos          |

## Lodos
El lodo calcáreo es un exudado compuesto por al menos el 30% de los depósitos microscópicos calcáreos, también conocidos como pruebas, de foraminíferos, coccolitóforos y ctenóforos. Es el sedimento pelágico más común por área, cubriendo el 48% del suelo oceánico mundial. Este tipo de exudado se acumula en el fondo del océano a profundidades superiores a la profundidad de compensación de carbonato. Se acumula más rápidamente que cualquier otro tipo de sedimento pelágico, con una tasa que varía de 0.3 a 5 cm/1000 año.
El lodo silíceo es un exudado compuesto por al menos el 30% de las "conchas" microscópicas silíceas de plancton, como las diatomeas y los radiolarios. Los exudados de sílice a menudo contienen proporciones menores de espículas de esponja, silicoflagelados o ambos. Este tipo de exudado se acumula en el fondo del océano a profundidades inferiores a la profundidad de compensación de carbonato. Su distribución también se limita a áreas con alta productividad biológica, como los océanos polares y zonas de afloramiento cercanas al Ecuador. Es el tipo de sedimento menos común, cubre solo el 15% del fondo del océano. Se acumula a un ritmo más lento que el exudado calcáreo: 0.2–1 cm/1000 año.

## Arcillas rojas y marrones
La arcilla roja, también conocida como arcilla marrón o arcilla pelágica, se acumula en las áreas más profundas y remotas del océano. Cubre el 38% del fondo del océano y se acumula más lentamente que cualquier otro tipo de sedimento, a solo 0.1–0.5   cm / 1000   año  Con menos del 30% de material biogénico, está formada por los sedimentos que quedan después de la disolución de las partículas biogénicas calcáreas y silíceas mientras se depositan en la columna de agua. Estos sedimentos consisten en cuarzo eólico, minerales arcillosos, cenizas volcánicas, residuos subordinados de microfósiles silíceos y minerales autigénicos como zeolitas, limonita y óxidos de manganeso. La mayor parte de la arcilla roja se compone de polvo eólico. Los componentes accesorios que se encuentran en la arcilla roja incluyen polvo de meteoritos, huesos y dientes de pescado, huesos de orejas de ballena y micronódulos de manganeso.
Estos sedimentos pelágicos son típicamente de color rojo brillante a marrón chocolate. El color resulta de los recubrimientos de hierro y óxido de manganeso en las partículas de sedimento. En ausencia de carbono orgánico, el hierro y el manganeso permanecen en sus estados oxidados y estas arcillas permanecen marrones después del enterramiento. Cuando está más profundamente enterrada, la arcilla marrón puede convertirse en arcilla roja debido a la conversión de hidróxidos de hierro en hematita.
Se acumulan estos sedimentos  en el fondo del océano dentro de áreas caracterizadas por escasa producción de plancton. Las arcillas que las componen fueron transportadas al océano profundo en suspensión, ya sea en el aire sobre los océanos o en aguas superficiales. Tanto el viento como las corrientes oceánicas transportaron estos sedimentos en suspensión a miles de kilómetros de su fuente terrestre. Las arcillas más finas pueden haber permanecido en suspensión durante cien años o más dentro de la columna de agua antes de asentarse en el fondo del océano. La sedimentación de este sedimento se produce principalmente por la formación de agregados de arcilla por floculación y por su incorporación en pellets fecales por organismos pelágicos.

## Distribución de los sedimentos marinos

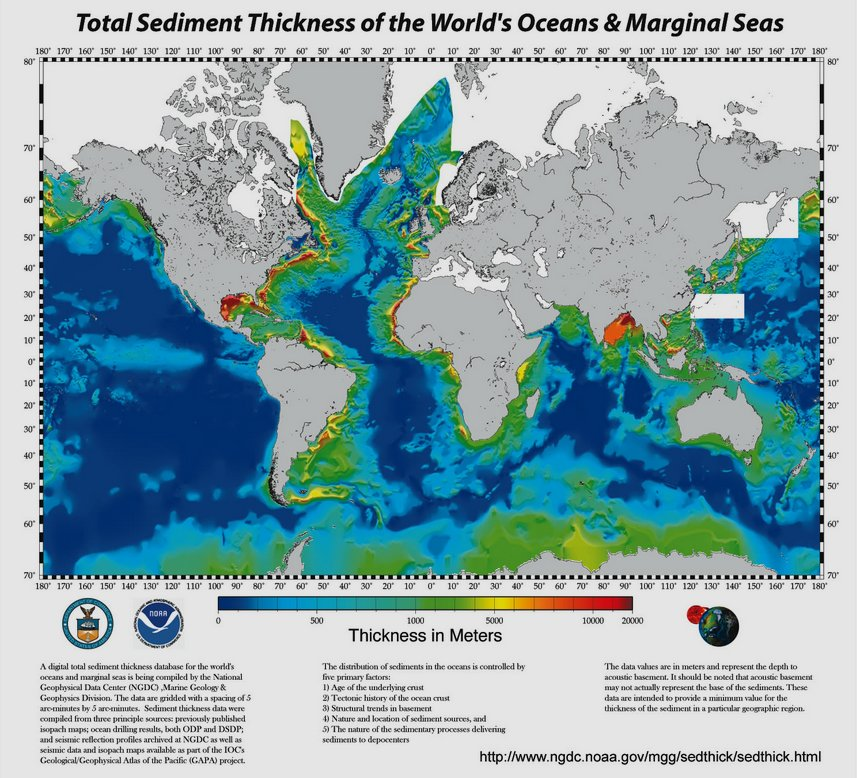

Los sedimentos se acumulan de forma distinta según las regiones oceánicas. La mayor parte de los sedimentos marinos se encuentran en las laderas continentales (41%), con grosor promedio de 9 km. En segundo lugar están las subidas continentales, que concentran el 31% de los sedimentos y con un grosor promedio de 8 km. En tercer lugar aparecen las plataformas continentales (15% de los sedimentos, 2,5 km de grosor) y en cuarto lugar el suelo oceánico profundo (78% de los sedimentos, 0,6 km de grosor). 
El fondo del océano está cubierto por sedimentos de tipo biogénico en cerca del 55% de su superficie y otro 45% se asigna a los sedimentos de tipo terrígenos, siendo muy escasa la presencia de sedimentos hidrogenados y cosmógenos. 
Los sedimentos biogénicos son mayoritarios en el fondo oceánico (lodo silíceo debajo de aproximadamente 5   km), y los de tipo terrígenos son los principales en los márgenes continentales, las llanuras abisales y los suelos oceánicos polares. Los sedimentos hidrogenados aparecen mezclados con otros sedimentos más dominantes y los cosmógenos también mezclados pero en muy pequeña proporción.